# Polymorphe Lichtdermatose
Die polymorphe Lichtdermatose, fälschlicherweise auch Sonnenallergie oder Lichtallergie genannt, ist eine Photodermatose. Photodermatosen sind Dermatosen, die unter Einwirkung von Licht entstehen.
Die Ursache und Entstehung der polymorphen Lichtdermatose sind unbekannt.

## Symptome
Die Krankheit tritt meist im Frühjahr oder Frühsommer nach der ersten  Sonnenbestrahlung auf. Bei neuerlicher Sonnenexposition werden die Schübe im Laufe des Sommers meistens schwächer.
Die Hautveränderungen treten vor allem an den Außenseiten der Oberarme, am Halsausschnitt und auch im Gesicht auf. Die Hauterscheinungen können die unterschiedlichste Form (z. B. Rötung, Bläschen, Knötchen, nässende Hautdefekte, Hautverdickung) haben. Sie sind aber meistens bei einer Person auf eine dieser Formen beschränkt. Immer ist ein starker Juckreiz vorhanden.

## Diagnose
Eine im Vorfeld betroffene Hautstelle wird mit UVA-Licht mehrfach bestrahlt. Eventuell treten dadurch die für den Erkrankten typischen Hautveränderungen auf. Kann hingegen keine Hautveränderung festgestellt werden, so ist eine polymorphe Lichtdermatose auszuschließen.

## Vorbeugung

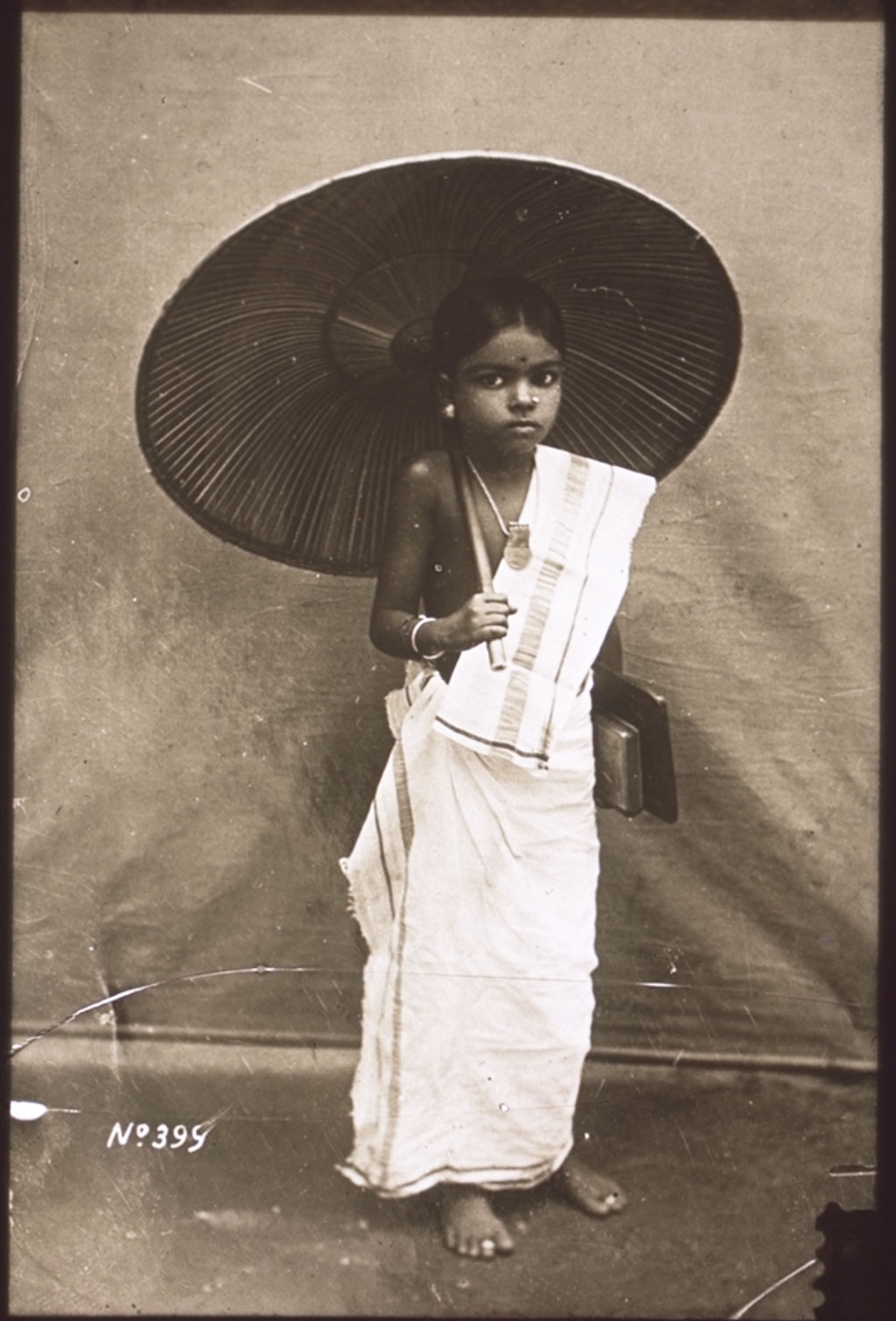
Sonnenschutz ist die beste Prävention der polymorphen Lichtdermatose

Die polymorphe Lichtdermatose wird überwiegend durch UV-A-Strahlung ausgelöst. Da Fensterglas oder dünne Kleidung zwar UV-B-Strahlung weitgehend abschirmen, nicht aber UV-A-Strahlung, kann die polymorphe Lichtdermatose auch bei Sonnenexposition hinter Glasscheiben oder unter Kleidung auftreten.
Präventiv wirksam sind Sonnenvermeidung und Sonnenschutz. Die Meidung von Solarien, das Tragen dicht gewebter Kleidung, Sonnenschutzmittel gegen UV-B- und UV-A-Strahlung mit hohem Lichtschutzfaktor (mind. LF 30), sowie UV-undurchlässige Folien an den Fenstern sind dabei hilfreich.
Lichtgewöhnung durch Phototherapie kann hilfreich sein.

## Therapie
Man verwendet, wenn nötig, kortisonhaltige Medikamente zum Auftragen auf die veränderten Hautbereiche. Antihistamine können den Juckreiz lindern.